# Passalora effusa
Passalora effusa är en svampart som först beskrevs av Berk. & M.A. Curtis, och fick sitt nu gällande namn av U. Braun 1995. Passalora effusa ingår i släktet Passalora och familjen Mycosphaerellaceae.   Inga underarter finns listade i Catalogue of Life.